# Giorgio Anselmi
Giorgio Anselmi   (Parma, 1385 (Gregorià) - 1450 (Gregorià)) fou un músic, metge i astròleg italià que visqué en el segle XV.
És considerat per Gerber com el mateix Anselme de Flandres, que afegí la nota si a les de Guido d'Arezzo, el qual no sembla cert si es considera que Giorgio Anselmi és anterior en un segle a la introducció d'aquesta nota en la gamma musical.
Va escriure una obra titulada Der Harmonie dialogi, l'original del qual fou trobat, malgrat que incomplet, a Milà, l'any 1724. Està dividida l'obra en tres parts: De harmonia celeste, De harmonia instrumentale i De harmonia cantabile. És autor d'una altra obra que porta aquest títol: Prestantissimi ac clarissimi musici, artium medicinaeque ac astrologia consumatissimi Anselmi Georgii Parmensis de musica dicta balnearum (Parma, 1434).